# Lista państw świata w 1901
1902 – 1901 – 1900

## Państwa świata

### A
- Aceh – Sułtanat Acehu
- Andora – Księstwo Andory
- Argentyna – Republika Argentyńska
- Aro – Konfederacja Aro
- Australia
- Austro-Węgry

### B
- Beihan – Emirat Beihanu
- Belgia – Królestwo Belgii
- Bhutan
- Boliwia – Republika Boliwii
- Brazylia – Stany Zjednoczone Brazylii

### C
- Champasak
- Chile – Republika Chile
- Chorwacja – Królestwo Chorwacji
- Chiny – Cesarstwo chińskie
- Księstwo Czarnogóry

### D
- Dania – Królestwo Danii
- Dhala – Emirat Dhala
- Dominikana – Republika Dominikany

### E
- Ekwador – Republika Ekwadoru
- Etiopia – Cesarstwo Etiopskie

### F
- Francja – Republika Francuska

### G
- Sułtanat Górnego Alaqui
- Szejkanat Górnego Alaqui
- Grecja – Królestwo Grecji
- Gwatemala – Republika Gwatemali

### H
- Ha'il (Dżabal Szammar) – Emirat Ha'il (Dżabal Szammar)
- Haiti – Republika Haiti
- Holandia – Królestwo Niderlandów
- Honduras – Republika Hondurasu
- Hiszpania – Królestwo Hiszpanii

### J
- Japonia– Cesarstwo Japońskie
- Jafa Górna

### K
- Kanada – Dominium Kanady
- Kano – Emirat Kano
- Kolumbia – Republika Kolumbii
- Korea – Wielkie Cesarstwo Koreańskie
- Kostaryka – Republika Kostaryki
- Kongo – Wolne Państwo Kongo

### L
- Liberia – Republika Liberii
- Liechtenstein – Księstwo Liechtensteinu
- Luksemburg – Wielkie Księstwo Luksemburga

### M
- Meksyk – Zjednoczone Stany Meksyku
- Monako – Księstwo Monako
- Maroko – Królestwo Maroko

### N
- Niemcy – Cesarstwo Niemieckie
- Nikaragua – Republika Nikaragui

### O
- Wolne Państwo Orania
- Imperium Osmańskie
- Ouddaï

### P
- Paragwaj – Republika Paragwaju
- Peru – Republika Peruwiańska
- Persja – Cesarstwo Perskie
- Portugalia – Królestwo Portugalskie

### R
- Rumunia – Królestwo Rumunii
- Imperium Rosyjskie

### S
- Salwador – Republika Salwadoru
- San Marino – Republika San Marino
- Królestwo Serbii
- Syjam – Królestwo Syjamu
- Sokoto – Kalifat Sokoto
- Stany Zjednoczone
- Suazi – Królestwo Suazi
- Unia szwedzko-norweska
  -  Szwecja – Królestwo Szwecji
  -  Norwegia – Królestwo Norwegii
- Szwajcaria – Konfederacja Szwajcarii

### T
- Transwal

### U
- Urugwaj – Wschodnie Państwo Urugwaju

### W
- Waidi Balhaf – Sułtanat Waidi Balhaf
- Waidi Haban – Sułtanat Waidi Haban
- Wenezuela – Stany Zjednoczone Wenezueli
- Wielka Brytania – Zjednoczone Królestwo Wielkiej Brytanii i Irlandii
- Włochy